# Жерард Делбек
Жерард Делбек (Ројселеде, 1. септембра 1903. — 22. октобра 1977) био је белгијски фудбалер.
Био је играч ФК Клуба Бриж, провео је осам сезона играјући за први тим. Одиграо је једну утакмицу за репрезентацију Белгије, 20. јула 1930. године, током првог Светског купа у Монтевидеу, против Парагваја (пораз, 1:0).
Године 1933. се пензионисао и преузео дужност тренера са мисијом да врати Клуб Бриж у елитно такмичење. Успео је у својој мисији и наставио да управља Блаув-Звартом током Другог светског рата.